# Сеготь
Сеготь — река в Пучежском районе Ивановской области России. Впадает в Горьковское водохранилище. Длина реки составляет 12 км.
Исток реки у деревень Федурино и Голицыно в 18 км к северо-западу от города Пучежа. Река течёт на восток, затем на северо-восток. Долина реки плотно заселена — на берегах деревни Федурино, Леонидово, Сувориха, Медведково, Пятница-Высоково, Пятуниха, Круглово, Хмелеватово, Осиха. За километр до устья на реке расположено село Сеготь. Впадает в Горьковское водохранилище в 2341 от устья Волги по правому берегу, у деревень Тарасиха и Беляево. Высота устья — 83,8 м над уровнем моря.

## Данные водного реестра
По данным государственного водного реестра России относится к Верхневолжскому бассейновому округу, водохозяйственный участок реки — Волга от города Кострома до Горьковского гидроузла (Горьковское водохранилище), без реки Унжа, речной подбассейн реки — Волга ниже Рыбинского водохранилища до впадения Оки. Речной бассейн реки — (Верхняя) Волга до Куйбышевского водохранилища (без бассейна Оки).
Код объекта в государственном водном реестре — 08010300412110000016972.